# ميتسوبيشي إف-1
ميتسوبيشي إف-1 هي طائرة هجومية يابانية أسرع من الصوت ذات أجنحة مائلة ومقعد واحد ومحركين، كانت في الخدمة مع قوة الدفاع الذاتي الجوية اليابانية من عام 1978 إلى عام 2006. كانت أول طائرة مقاتلة تفوق سرعة الصوت صُممت وبنيت محليًا في اليابان، وطُورت بصفة مشتركة مع شركة ميتسوبيشي للصناعات الثقيلة. وهي في الأساس قائمة على هيكل طائرة تدريب من طراز تي-2 معدلة لأغراض لمهاجمة السفن والهجمات الأرضية.

## التصميم والتطوير
في منتصف الستينيات، بدأت قوات الدفاع الجوي اليابانية دراسات حول طائرة تدريب نفاثة متقدمة يمكن تعديلها أيضًا للاستخدام في أدوار الهجوم الأرضي ومكافحة السفن. بعد النظر في إنتاج مرخص لطائرتي تي-38 تالون وچاجوار، قررت اليابان تطوير طائرتها التدريبية الأسرع من الصوت ميتسوبيشي تي-2، والتي قامت بأول رحلة لها في 20 يوليو 1971. أدت تجاوزات التكلفة في برنامج تي-2 إلى التخلي تقريبًا عن إصدار الهجوم أحادي المقعد المقترح، ولكن إلغاء كاواساكي بي-إكس إل، البديل المخطط له لطائرة الدورية البحرية اليابانية كاواساكي بي-2 جيه حرر المخصصات المالية اللازمة، بينما جعل من المهم الحفاظ على صناعة الطيران اليابانية موظفة، فمُنحت العقود لتطوير إصدار الهجوم باسم FS-T2kai في عام 1973.
كانت الطائرة الجديدة مشتقة من تي-2 مع الحد الأدنى من التغيير، حيث حُولت قمرة القيادة الخلفية إلى حجرة إلكترونيات الطيران عن طريق إزالة المقعد الخلفي، واستبدال المظلة بفتحة وصول بسيطة غير زجاجية. رُكبت نقطتان صلبتان إضافيتان أسفل الجناح للسماح بحمل حمولة سلاح أثقل، وحُسنت الأجهزة الإلكترونية للطيران، مع مجموعة رادار J/AWG-12 جديدة، مماثلة لمجموعة AN/AWG-12 المجهزة في طائرات إ-4 فانتوم إم المقاتلة التابعة للقوات الجوية الملكية البريطانية. توفر هذه المجموعة معلومات متنوعة. وبعيدًا عن التغييرات في الأنظمة الإلكترونية للطيران، وحذف المقعد الخلفي، والمظلة الجديدة المكونة من قطعة واحدة، كان التغيير الرئيسي الوحيد الآخر عن طراز تي-2 هو تعزيز هيكل الطائرة لتمكينها من حمل حمولة أسلحة أكبر. جُهزت الطائرة إف-1 بمدفع JM61A1 Vulcan عيار 20 ملم مزود بـ 750 طلقة ذخيرة. تحتوي الطائرة أيضًا سبع نقاط تثبيت خارجية لحمل مجموعة واسعة من المخازن (الصواريخ، وحاويات المدافع، وما إلى ذلك). صُممت نقطة التثبيت في جسم الطائرة ونقاط التثبيت الداخلية أسفل الجناح لتوصيل خزانات الوقود الخارجية لزيادة مدى الطائرة. السلاح الأساسي للطائرة إف-1 هو الصاروخ المضاد للسفن بعيد المدى أيه إس إم-1 والصاروخ الأحدث أيه إس إم-2. هذا السلاح ينتمي تقريبًا إلى فئة أيه جي إم-84 هاربون الأمريكية أو إكزوست الفرنسية. وتشمل الأسلحة الأخرى التي تحملها الطائرة صاروخ جو-جو قصير المدى متعدد الجوانب أيه آي إم-9 سايدوايندر، الذي يستهدف جميع الجوانب، ويستخدم في القتال جو-جو. يُحمل هذا السلاح عادةً على قضبان طرف الجناح، ولكن يمكن أيضًا حمله على النقاط الصلبة الخارجية أسفل الجناح لدور الدفاع الجوي الثانوي للطائرة إف-1. تشمل الأسلحة الأخرى المحمولة جوًا أرضًا حاويات صواريخ (JLAU-3/A) من طراز 70 مم (2.75 (بوصة) بالإضافة إلى قنابل من عيار 227 كجم (500 رطل) و 340 كجم (750 (رطل) في الحجم (Mk82 وM117 على التوالي). وبالإضافة إلى ذلك، يمكن تجهيز قنابل Mk-82 وM117 بمجموعات توجيه بالأشعة تحت الحمراء، مما يحولها إلى أسلحة موجهة بدقة تستهدف الإشعاع الحراري المنبعث من الأهداف البحرية مثل السفن أو غيرها من الأهداف الأرضية. عند تجهيزها بهذه المجموعة، تصبح القنبلة معروفة باسم GCS-1.
استُبدلت الطائرة إف-1 بالطائرة إف-2 (التي طورتها اليابان والولايات المتحدة، استنادًا إلى الطائرة F-16 C/D)، بالإضافة إلى الطائرات المقاتلة إف-4 إي جيه كاي فانتوم المطورة. أحيلت آخر ست طائرات نشطة من طراز إف-1، المتمركزة في تسويكي في محافظة فوكوكا، إلى التقاعد في 9 مارس 2006، بعد أن وصلت إلى الحد الأقصى البالغ 4000 ساعة لهياكل طائراتها.

## الطرازات
- FS-T2-Kai : النموذجان الأوليان.
- ميتسوبيشي إف-1 : طائرة ذات مقعد واحد للدعم الجوي القريب والهجوم الأرضي وطائرة مقاتلة مضادة للسفن.

## المشغلون
اليابان
- قوة الدفاع الجوي اليابانية

### كتب
- Eden، Paul، المحرر (1 يونيو 2006). The Encyclopedia of Modern Military Aircraft. London: Amber Books, 2004. ISBN:1-904687-84-9.
- Lake, Jon. "Mitsubishi F-1: Ship-killing Samurai". World Air Power Journal, Volume 23, Winter 1995. London:Aerospace Publishing. (ردمك 978-1-874023-64-7). ISSN 0959-7050. pp. 50–71.
- Michell, Simon (editor). Jane's Civil and Military Aircraft Upgrades 1994-95. Coulsdon, UK: Jane's Information Group, 1994. (ردمك 0-7106-1208-7).
- Sekigawa, Eiichiro. "Mitsubishi's Sabre Successor". الجو الدولية, March 1980, Vol 18 No 3. Bromley, UK:Fine Scroll. ISSN 0306-5634. pp. 117–121, 130–131.

## الروابط الخارجية
- F-1 في Globalsecurity.org